# Royaume du Népal
1768–2008
Entités précédentes :
- Dynastie des Malla

Entités suivantes :
- République démocratique fédérale du Népal

Le royaume du Népal (en népalais नेपाल अधिराज्य) est le nom de l'État népalais de sa formation en 1768, lors de l'unification du pays par le roi Prithvi Narayan de la dynastie Shah, jusqu'à l'abolition de la monarchie 240 ans plus tard, le 28 mai 2008, suivie de la proclamation de la république.